# Keménység
A keménység anyagi tulajdonság, amely azt fejezi ki, hogy egy anyag mennyire szilárd, milyen mértékben ellenálló a külső mechanikai behatásokkal szemben. A mérés módja szerint megkülönböztetünk: karcolási, fúrási, csiszolási és nyomási keménységet. A keménységmérés módja függ a vizsgált anyag milyenségétől és tulajdonságaitól is.

## Alapvető keménységmérési módszerek
Éppen, mert a külső hatások igen sokfélék lehetnek, a keménység pontos meghatározását azzal a módszerrel adhatjuk meg, amivel meg is mérjük.
A karcolási keménység meghatározását ásványok keménységének a meghatározására használják. Azon alapul, hogy a Mohs-féle keménységi sorba besorolt ásványok karcolják a sorban alattuk elhelyezkedő, kisebb sorszámú ásványokat. Ugyanakkor az egyes ásványfajtákon belül szerepel még a körömmel, tűvel, reszelővel stb. való karcolhatóság is. Nem túl egzakt, nem számszerűsíthető mérési módszer. A Mohs-féle keménységi skála: talk, gipsz, kalcit, fluorit, apatit, földpát, kvarc, topáz, korund, gyémánt.
A fúrási keménység meghatározásakor adott fordulatszámmal forgó, adott terheléssel ható gyémánthegyű fúró behatolási idejét mérik. Ásványok esetén alkalmazzák.
A csiszolási keménységet jellemzően ásványok (de fémek, kerámiatermékek stb. is) koptató, csiszoló hatás ellen kifejtett ellenállásának mérésére használják. A vizsgált anyagtól függően valamilyen csiszolóporral addig csiszolják az anyag felületét, amíg a por el nem veszíti hatását (esetleg adott ideig). A minta kiinduló és kísérlet utáni tömegnek a különbsége (tömegveszteség) adja az eredményt.
A nyomási keménységet jellemzően, de nem kizárólagosan, fémek keménységének megállapítására használják. Ennél a módszernél valamilyen behatoló testet (golyót, gúlát, kúpot) nyomnak a vizsgált anyag felületébe, és a benyomódás mértékéből állapítják meg a keménységet. Vannak ütésszerű terheléssel működő módszerek is. A leggyakrabban alkalmazott eljárások a Brinell-, a Vickers- és a Rockwell-féle keménységmérő módszerek.

## Nyomásos elven mérő eljárások

### A Brinell-féle keménységmérés
A módszer alkalmazásakor egy nagyon keményre edzett acélgolyót adott erővel (és adott ideig) nyomnak a darab felületéhez. A golyó a darab keménységétől függő mértékben behatol a darabba, és ott kör alakú nyomot (bemélyedést) hagy. A nyom átmérőjét lemérik, és a golyóátmérő, valamint a ható erő figyelembe vételével táblázatból meghatározzák a mérőszámot, amit HB-vel jelölnek (a Brinell-keménység valójában nyomást jelöl, amit az alkalmazott erő (F) és a nyom felületének (A) a hányadosaként értelmezünk: HB = F/A). A golyók a következő méretekben használatosak: ∅10, 5, 2,5 és 2,1 milliméter. A 400 HB-nél nagyobb keménységű anyagok vizsgálatakor már a golyó is benyomódik, ami meghamisítja a mérést, ezért ilyenkor más módszert kell választani.

### A Vickers-féle keménységmérés
Ennél a módszernél egy 136° csúcsszögű gyémántgúlát nyomnak a vizsgált anyagba, hasonló módon, mint a Brinell-vizsgálatnál. A gúla négyzet alakú nyomot hagy a darab felületén, ennek az átlóját mérik le, és ennek felhasználásával állapítják meg a Vickers-keménységet (ami a Brinell-vizsgálathoz hasonlóan nyomás jellegű mérőszám). Jele: HV. Az eljárás előnye a Brinell-módszerhez képest, hogy keményebb anyagok is vizsgálhatók, kisebb nyomot hagy a darab felületén, ezért kész darabok esetén is használhatók, és vékonyabb darabok keménységmérésére is alkalmas.

### Rockwell-féle keménységmérés
A Rockwell-módszer esetén a behatolás mélysége alapján határozzák meg a keménység mérőszámát. Általában 120° csúcsszögű gyémántkúpot (ilyenkor a keménység jele HRC vagy HRA), vagy 1,59 milliméter átmérőjű edzett acélgolyót használnak (ekkor HRB a jele). A vizsgálat úgy történik, hogy a behatoló testet először egy adott előterheléssel nyomják a felületre, itt nullázzák a mérőórát, majd ezután adják rá a módszertől függő nagyságú fő terhelőerőt. A terhelést akkor szüntetik meg, amikor az óra mozgása megállt.